# Кабачок (пам'ятка природи)
Кабачо́к — ботанічна пам'ятка природи місцевого значення в Україні. Об'єкт природно-заповідного фонду Вінницької області. 
Розташована в межах Вінницького району Вінницька область, на південь від смт Стрижавка, в долині річки Вербижівка. 
Площа 3,5 га. Оголошена відповідно до Рішення Вінницького облвиконкому від 13.05.1964 року № 187 та від 29 серпня 1984 року № 371. Перебуває у віданні Вінницького державного підприємства «Вінлісгосп» (Михайлівське л-во, кв. 36, діл. 3). 
Статус надано для збереження цінної 80-літньої діброви, де у складі лісонасаджень зростають 170-річні дуби звичайні — 6 екземплярів.

## Галерея

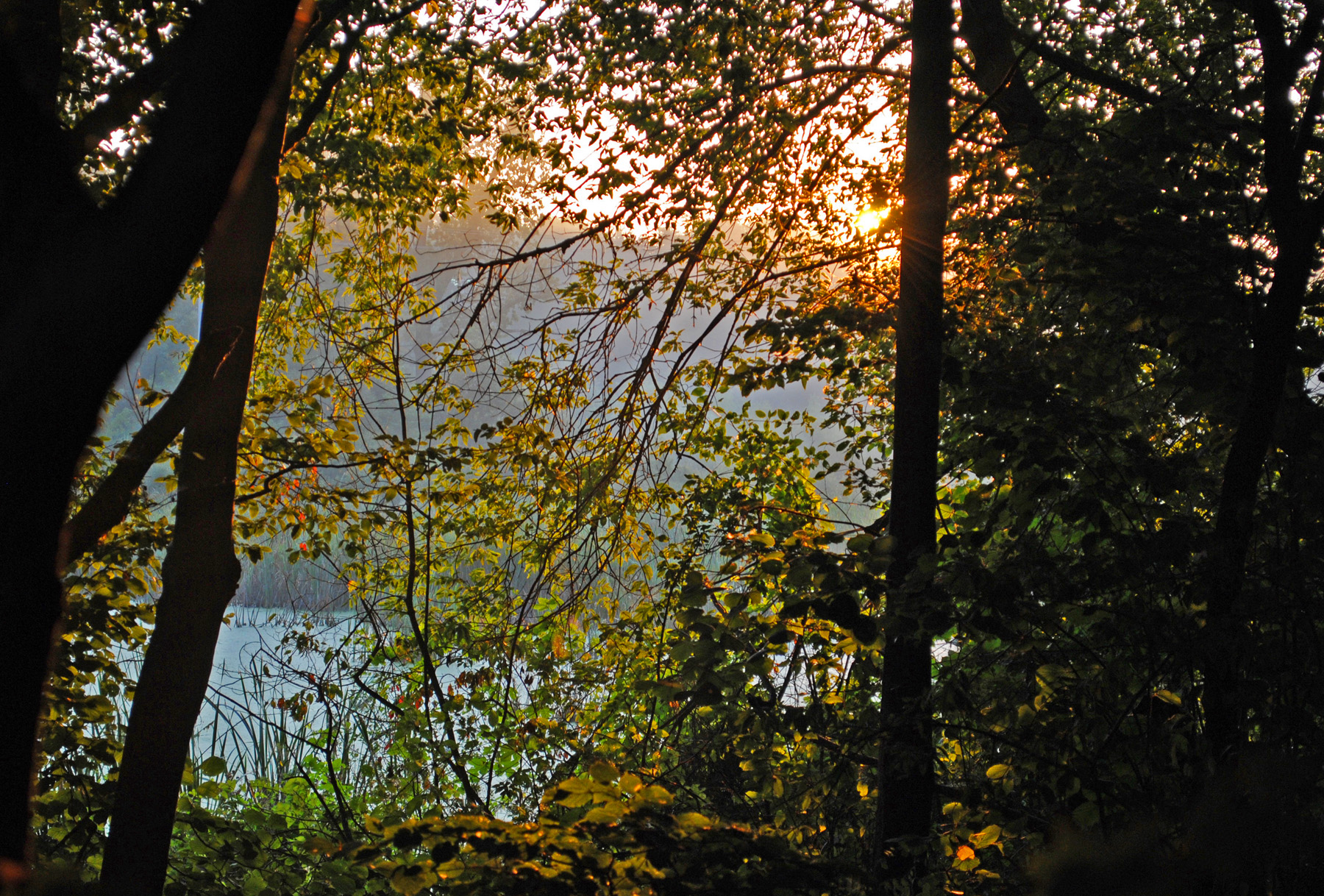
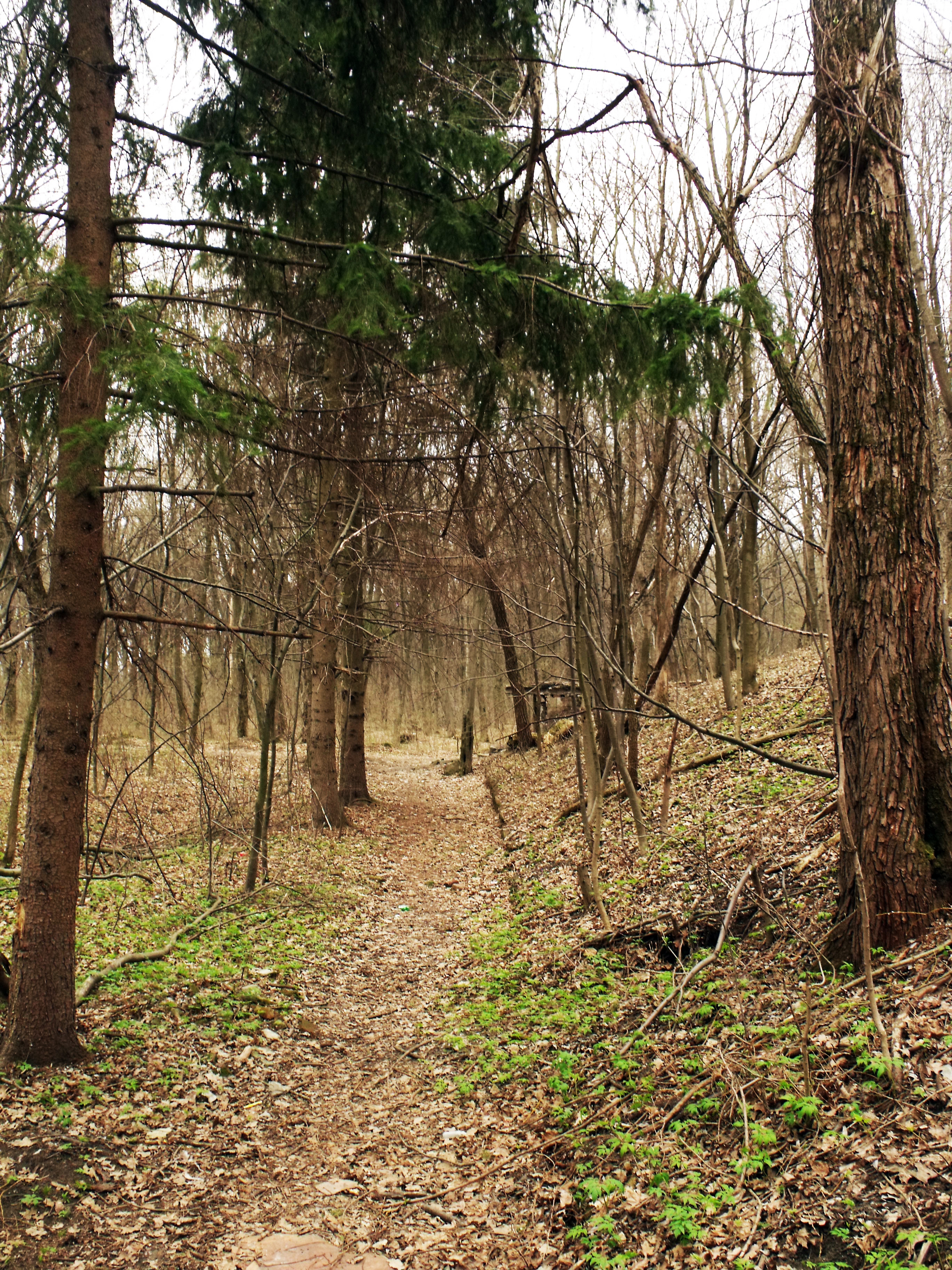
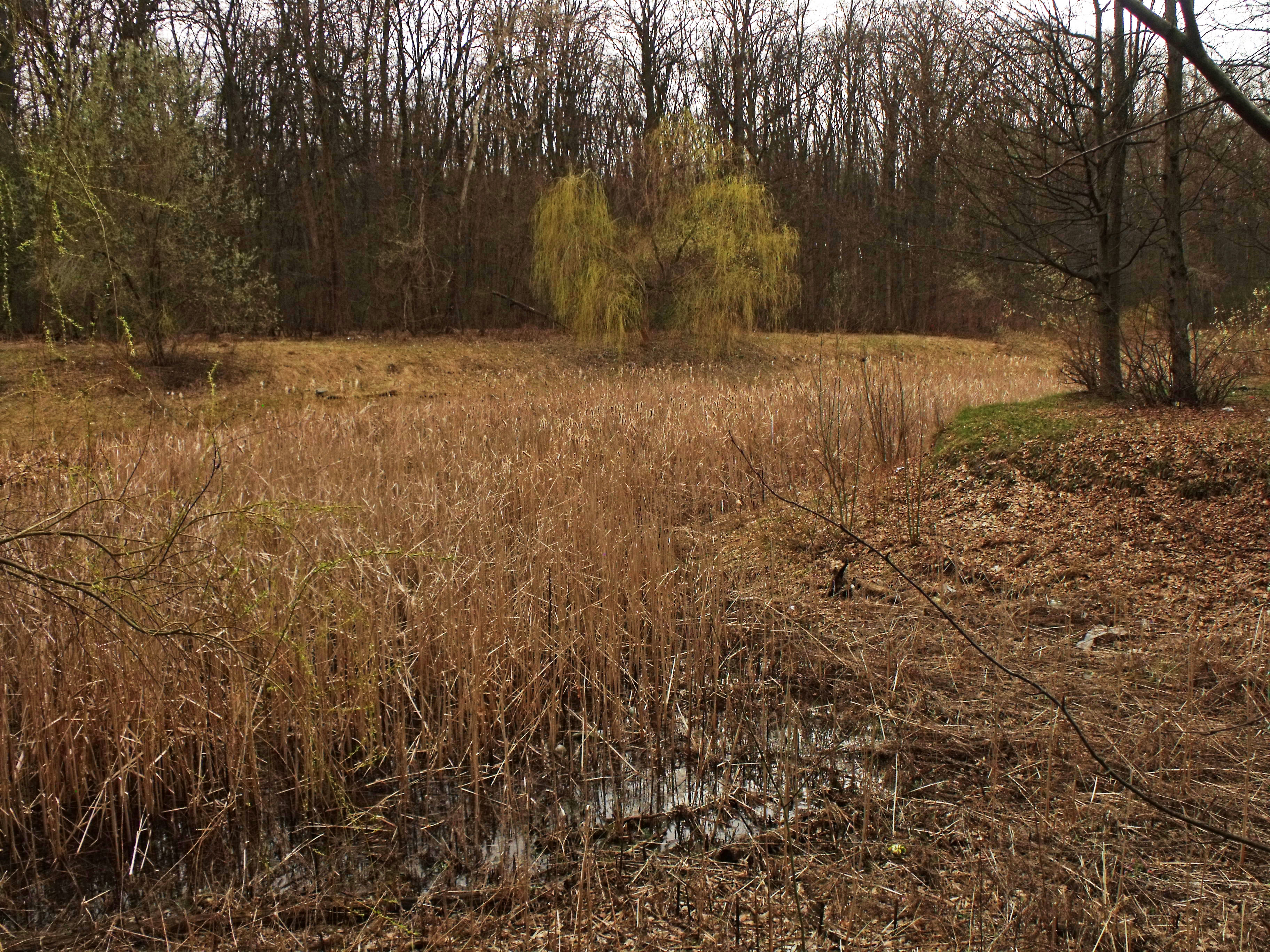